# 向魋
向魋（？—？），又称桓魋，子姓，向氏，名魋，宋国左师向巢的弟弟。
前500年（鲁定公十年、宋景公十七年），宋景公宠信向魋。公子地把家产分成十一份，给亲信蘧富猎五份。公子地有四匹白马，向魋想要这四匹马。宋景公把马牵来，在马尾、马鬣上涂上红色给向魋。公子地生气，派手下人打了向魋一顿并夺回马匹。向魋害怕，准备逃走，宋景公关上门对着向魋哭，眼睛都哭肿了。景公的母弟辰对公子地说：“您把家产分给蘧富猎，惟独看不起向魋，这也不公平。你平时对国君有礼，至多不过出国，国君一定挽留。”公子地出奔陈国，宋景公没有挽留。母弟辰向国君为公子地请求，宋景公不听。母弟辰说：“是我欺骗了我兄长。我领着国人出国，国君还和谁在一起？”冬季，母弟辰和仲佗、石彄逃亡到陈国。前499年（鲁定公十一年、宋景公十八年），春季，母弟辰和仲佗、石彄、公子地进入萧地而叛乱。秋季，乐大心跟着叛乱，成为宋国大患。这都是因为宋景公宠信向魋的缘故。
前493年（鲁哀公二年、宋景公二十四年），孔子周游列国到宋国，在大树下和弟子习礼。向魋欲杀孔子，将大树拔除。弟子打算尽速离去，孔子说：“天生德于予，桓魋其如予何？”前484年（鲁哀公十一年、宋景公三十三年），卫国太叔疾做向魋的家臣，把珍珠献给向魋，向魋赠他城鉏。宋景公索取珍珠，向魋不给，得罪了宋景公。。前482年（鲁哀公十三年、宋景公三十五年），宋国和郑国争夺之间的弥作、顷丘、玉畅、嵒、戈、钖。向巢进攻郑国，郑国的罕达包围宋军。春季，宋国的向魋救援向巢。郑国的武子魋派人通告全军说：“抓到向魋的有赏。”向魋逃回国。在嵒地郑军全歼宋军。
前481年（鲁哀公十四年、宋景公三十六年），向魋受宠，扩充势力，损害到宋景公。宋景公让夫人突然向魋参加享礼，准备乘机讨伐。桓魋请求宋景公用鞌地交换薄地。宋景公不同意，因为薄地是宋国殷商祖庙的所在。就把七个城并入鞌地。他想设享礼答谢宋景公，正午为期，向家的武装全都过去。宋景公对皇野说：“我把养育大了桓魋，现在他要害我，请马上救我。”请皇野相救。皇野说不得到左师向巢的同意是不行的。宋景公派皇野去请向巢一起打猎，向巢和皇野同乘一辆车，到达逢泽，宋景公告诉向巢原因，向巢下拜，不能起立。皇野请宋景公和向巢盟誓。皇野请求兵符，以命令他的部下攻打桓魋。他的父老兄长和旧臣说：“不行。”他的新臣说：“服从我们国君的命令。”皇野就进攻向魋。子颀纵马奔告向魋。向魋想攻打宫里的宋景公，向子車劝阻他：“不能事奉国君，又要攻打公室，百姓不会亲附，只是寻死。”向魋就进入曹地叛变。六月，宋景公派向巢攻打桓魋，向巢想要得到大夫做人质回来，没办到，也进入曹地，取得人质。向魋说：“不行，既不能事奉国君，又得罪百姓，怎么办？”就释放了人质，百姓背叛他。向魋逃亡到卫国。向巢逃亡到鲁国。在卫国公文氏攻打向魋，向他索取夏后氏的玉璜。向魋把其他玉给了公文氏，就逃亡到齐国，陈成子让向魋做次卿。